# ایان شلتون
ایان کیت شلتون (انگلیسی: Ian Shelton؛ زادهٔ ۳۰ مارس ۱۹۵۷) اخترشناس اهل کانادا است. او
اس‌ان ۱۹۸۷ای را کشف کرد؛ نخستین ابرنواختر مدرن به‌اندازهٔ کافی نزدیک و درخشان، که با چشم غیر مسلح قابل مشاهده باشد.
شلتون متولد وینیپگ، منیتوبا، کانادا، مدرک کارشناسی خود را در سال ۱۹۷۹ از دانشگاه مانیتوبا دریافت کرد و در سال ۱۹۸۱ کار حرفه‌ای خود را به عنوان «ستاره‌شناس مقیم در رصدخانه جنوبی دانشگاه تورنتو» در رصدخانه لاس کامپاناس در شیلی آغاز کرد.

## کشف ابرنواختر اس‌ان ۱۹۸۷ای
در ۲۴ فوریه ۱۹۸۷، در ساعت ۰۲:۴۰، شلتون، در حالی که در شیلی در رصدخانه لاس کامپاناس برای دانشگاه تورنتو کار می‌کرد، نور درخشانی را که قبلاً شناسایی نشده بود، بر روی تصویری از ابر ماژلانی بزرگ مشاهده کرد. شلتون در ابتدا با تردید به بیرون رفت تا با چشم غیرمسلح نگاه کند و ببیند که اگر چنین نور درخشانی واقعاً وجود دارد. برایش کاملاً روشن شد که کشف او یک ابرنواختر است، اولین موردی که با چشم غیرمسلح؛ از زمانی که یوهانس کپلر ابرنواختر اس‌ان ۱۶۰۴ را تقریباً ۳۸۳ سال پیش از آن مشاهده کرد، قابل مشاهده بود.
اخترشناسان دیگر در سراسر جهان نیز به زودی متوجه این جرم درخشان نوظهور شدند. از آنجا که شلتون جزو اولین کسانی بود که ابرنواختر را گزارش داد، او به همراه همکارانش اسکار دوهالد و آلبرت جونز به عنوان کاشف شناخته می‌شوند.
شلتون در سال ۱۹۹۰ کارشناسی ارشد و در ۱۹۹۶ دکترای خود را از دانشگاه تورنتو دریافت کرد. او از آن زمان در رصدخانه‌هایی از جمله: مونوکی (تلسکوپ سوباروی ژاپن در هاوایی)، ام‌ام‌تی درجنوب توسان به‌عنوان اخترشناس همکاری داشته و در دانشگاه تورنتو تدریس می‌کند.